# هایاتو دیت
هایاتو دیت (انگلیسی: Hayato Date؛ زادهٔ ۲۲ مهٔ ۱۹۶۲) کارگردان فیلم اهل ژاپن است.